# Петропавловская церковь (Старочеркасская)
Церковь Святых Петра и Павла — православный храм в станице Старочеркасской Ростовской области. Относится к Аксайскому благочинию Ростовской-на-Дону епархии Русской Православной церкви.

## История
Первое упоминание маленькой деревянной Петропавловской церкви в Черкасске относится к 1692 году. После городского пожара 1744 года императрица Елизавета Петровна в 1749 году прислала местному атаману Даниле Ефремову для строительства нового храма десять каменщиков и штукатуров, которые довольно быстро её завершили. Уже в 1751 году состоялось богослужение в честь открытия храма и придела в честь Иоанна Воина.
Во вновь освященной церкви в том же году был крещен атаман Матвей Платов. В августе 2013 года на церкви была установлена мемориальная доска с текстом:

«Здесь в церкви Петра и Павла в 1753 году был крещен Матвей Иванович Платов, атаман Войска Донского, герой Отечественной войны 1812 года, генерал от кавалерии».

В советское время храм был закрыт и частично разрушен. В 1970-е годы состояние здания было критично: отсутствовал купол и приделы, а колокольня была полностью снесена. Восстановление Петропавловского храма было начато ещё в 1975 году, но из-за недостаточного финансирования остановилось. Работы возобновились в 2004 году на средства, выделенные областной администрацией. К 2008 году была завершена большая часть отделочных работ.
Храм действующий. В летнее время, по четвергам в храме совершаются богослужения братией Донского Старочеркасского Ефремовского мужского монастыря  Архивная копия от 30 декабря 2021 на Wayback Machine.

Памятные доски на здании храма
Храм - Памятник Архитектуры
Крещение Матвея Платова